# Arturo Burkart
Arturo Eduardo Burkart (Buenos Aires, 25 de setembro de 1906 - 25 de abril de 1975) foi um botânico e engenheiro agrônomo argentino.

## Biografia
Filho do industrial alemão Norberto Burkart e de sua esposa Olga Rebling, também de família alemã. Cursou seus estudos primários na  Belgrano Schule (mais tarde Goethe Schule) da Capital Federal entre 1913 e 1919, obtendo o título de bacharel no Colégio Nacional Manuel Belgrano em 1924. 
Em 1925 ingressou na Faculdade de Agronomia e Veterinária, onde seu professor Lorenzo R. Parodi orientou seu interesse para a botânica. Em 1926 publicou seu primeiro trabalho: Una forma de Xanthium nueva para la Flora Argentina. Se graduou como agrônomo em 1928, com uma tese sobre a genética do gênero Drosophila. Posteriormente estudou na Alemanha no Instituto Fitotécnico de Müncheberg e no Instituto Kaiser Wilhelm de Biologia de Berlim (hoje Instituto Max Planck).
Em 1930 regressou para a Argentina, onde foi nomeado ajudante de Genética Vegetal na Faculdade de Agronomia e Veterinária (1930-1937) e logo como chefe de trabalhos Práticos de Botânica na mesma Faculdade (1931-1936). Em 1936 foi designado diretor do Instituto de Botánica Darwinion, cargo que desempenhou até a sua morte. Em 1939 recebeu a cátedra de Forragicultura da Faculdade de Agronomia de La Plata, que ocupou até 1961. Em 1957 foi nomeado Professor Titular de Botânica, Plantas Vasculares, na Faculdade de Ciências de Buenos Aires, tornando-se  Professor Emérito em 1972. Foi designado Membro Correspondente da Academia Nacional de Ciências Exatas, Físicas e Naturais em 1959 e acadêmico em 1964. Desde 1961 pertenceu a  Carreira de Investigador Científico do CONICET. Foi presidente da Sociedade Argentina de Botânica e da  Sociedade Argentina de Agronomia.

## Obras
Escreveu mais de  170 trabalhos e livros, quase todos sobre botânica especialmente realacionados com a família das Leguminosas, assunto na qual se tornou um  dos maiores especialistas do mundo. Em 1943 apresentou o livro Las Leguminosas argentinas silvestres y cultivadas, tendo uma segunda edição aumentada em 1952. Também é destaque sua monografia sobre o gênero  Chaptalia e seu tratado sobre as Gramíneas de Entre Ríos. Descrcrevu 5 gêneros e mais de 113 espécies novas.

## Homenagens
O taxônomo argentino Jorge Víctor Crisci nomeou em sua honra o gênero Burkartia (Asteraceae).